# La Bastidonne
La Bastidonne település Franciaországban, Vaucluse megyében. Lakosainak száma 914 fő (2022. január 1.). La Bastidonne Pertuis és La Tour-d’Aigues községekkel határos.

## Népesség
A település népességének változása:
| Lakosok száma | 706  | 742  | 801  | 817  | 855  | 873  | 883  | 899  | 914  |
|               | 2013 | 2015 | 2016 | 2017 | 2018 | 2019 | 2020 | 2021 | 2022 |